# Triphosa albosignata
Triphosa albosignata là một loài bướm đêm trong họ Geometridae.